# Jakow Trachtenberg
Jakow Trachtenberg (ur. 17 czerwca 1888 w Odessie, zm. 26 października 1951, Zurych) – matematyk żydowskiego pochodzenia, twórca metody pamięciowego wykonywania podstawowych operacji arytmetycznych, znanej jako metoda lub system Trachtenberga.
Urodził się w Odessie, należącej wówczas do carskiej Rosji. Z zawodu był inżynierem. Zagorzały pacyfista.
W czasie I wojny światowej zorganizował Towarzystwo Dobrych Samarytan, które szkoliło rosyjskich studentów w udzielaniu pomocy rannym. Jego praca zyskała uznanie samego cara.
Gdy wybuchła rewolucja październikowa, życie Trachtenberga stało się zagrożone z powodu jego poglądów politycznych i współpracy z caratem. Inżynier opuścił ojczyznę i udał się do Niemiec. Tam rozpoczął nowe życie, nawiązał wiele przyjaźni oraz ożenił się z arystokratką.
Trachtenberg był przeciwnikiem nazistów i wypowiadał się przeciwko ich planom. Wkrótce opuścił III Rzeszę i przeniósł się do Austrii. Tam znów rozpoczął nowe życie – zajął się wydawaniem czasopisma naukowego. Tam też stworzył "Das Friedenministerium" ("Ministerstwo Pokoju"), które przyniosło mu uznanie Roosevelta, Masaryka i van Zeelanda, wielkich mężów stanu tamtych czasów.
W 1938 roku naziści wkroczyli do Austrii i Trachtenberg trafił do obozu koncentracyjnego. By zachować zdrowie psychiczne, zajął się matematyką, a konkretnie podstawowymi operacjami arytmetycznymi. Tam właśnie powstał jego system pamięciowego mnożenia.
Po 7 latach został uratowany przez żonę, która przekupiła biżuterią strażników obozu. Po wojnie zamieszkał w Szwajcarii, gdzie w r. 1950 założył Instytut Matematyczny w Zurychu.